# آری کالیفرنیا

نشانوارهٔ آری کالیفرنیا

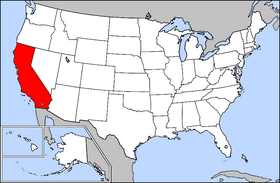
نقشهٔ موقعیت ایالت کالیفرنیا در آمریکا

پویش آری به استقلال کالیفرنیا گروه عملیات سیاسی‌ای در ایالات متحدهٔ آمریکاست برای حمایت از جدایی ایالت کالیفرنیا از آن کشور.
بنیادگذار این پویش لوئی جی ماریینلی است.
این سازمان طرحی پیشنهادی را برای رأی‌گیری در سال ۲۰۱۸ م. در ایالت کالیفرنیا تدوین کرد، که اگر تصویب می‌شد، نیازمند برگزاری همه‌پرسی استقلال کالیفرنیا در ماه مارس ۲۰۱۹ بود. با این وجود، به منظور پیروی از قوانین فدرال، هنوز نیاز به اصلاح قانون اساسی ایالات متحده نیاز داشت.

## تجزیه و تحلیل گزاره پیشنهاد اولیه

### موافقان
کمپین (بله کالیفرنیا) معتقد است که ایالت تحت نظارت بیش از حد فدرال  ، که  از مالیات فدرال بیش از آنچه در بودجه فدرال دریافت می کند ، کمک می کند و رنج می برد. این ایالت احساس می کند که از قدرت سیاسی در واشنگتن ، دی سی  جدا شده است.
در ژانویه ۲۰۱۷ ،پیتر تیل  برای تایید کمپین (آری کالیفرنیا) گفت:  «من فکر می کنم این امر می تواند خوب برای کالیفرنیا ، خوب برای بقیه کشور باشد. این امر به کمپین مجدد ترامپ در انتخابات کمک می کند.»

### مخالفان
یک قطعه چاپی که توسط لس آنجلس تایمز منتشر شده است بیان داشت: « استقلال کالیفرنیا یک فاجعه برای ارزش های مترقی خواهد بود زیرا حزب دموکرات ایالات متحده ۵۵ رای انتخاباتی کالیفرنیا  و دو سناتور آمریکایی خود و هیئت نمایندگان خود در مجلس نمایندگان را از دست خواهد داد.»
اریک گارستی ، شهردار لس آنجلس ، در مخالفت با کمپین (آری کالیفرنیا)  اظهار داشت: "من می خواهم بخشی از  آمریکا  که همچنان برای همه ما می ایستد باشم، نه واگذاری برای همه دوستان ما در آن سوی کشور ." 

## رای گیری
| تاریخ های رای گیری | مراجع/سازمان های رای گیری | بله (آری) | خیر | تصمیم نگرفته اند |
| ------------------ | ------------------------- | --------- | --- | ---------------- |
| ۱۶ نوامبر ۲۰۱۶     | SurveyUSA                 | ۲۳%       | ۵۷% | ۲۰%              |
| ۵ تا ۷ ژانویه ۲۰۱۷ | Hoover/Stanford           | ۲۶%       | ۵۶% | ۱۸%              |
| ۳۱ ژانویه ۲۰۱۷     | SurveyUSA                 | ۱۸%       | ۵۸% | ۱۶%              |
| ۱۳ تا ۲۰ مارس ۲۰۱۷ | UC Berkeley               | ۳۲%       | ۶۸% | نا مشخص          |
| ۷ تا ۹ ژانویه ۲۰۱۸ | SurveyUSA                 | ۱۶%       | ۷۱% | ۱۳%              |
| ۲۲ تا ۲۵ مارس ۲۰۱۸ | SurveyUSA                 | ۱۴%       | ۷۳% | ۱۳%              |